# By My Side (Jadakiss)
By My Side is een single van Jadakiss en Ne-Yo, uitgebracht op 7 oktober 2008. Het was de eerste single van het album The Last Kiss van Jadakiss en bereikte de Billboard Hot 100 niet.

## Hitlijsten
| Lijst (2008)               | Piek |
| -------------------------- | ---- |
| U.S. Hot R&B/Hip-Hop Songs | 53   |
| U.S. Hot Rap Tracks        | 16   |